# Ossian Appelberg

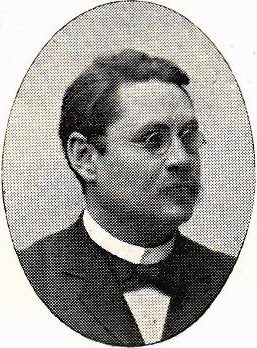
Ossian Appelberg

Ossian Fabian Appelberg, född 21 mars 1852 i Norrtälje, död 23 juni 1902 i Uppsala, var en svensk väg- och vattenbyggnadsingenjör och hydrograf.

## Biografi
Appelberg utexaminerades 1873 från Teknologiska institutets i Stockholm fackskola för väg- och vattenbyggnadskonst, var nivellör vid järnvägsbyggnader till 1875 och anställd vid Stockholms stadsingenjörskontor 1876–1879, tog lantmäteriexamen 1881 och genomgick 1881–1883 Ultuna lantbruksinstitut. Han blev lärare vid Uppsala läns folkhögskola 1886 och vid den därmed förenade lantmannaskolan 1895 samt utnämndes samma år till vice-kommissionslantmätare. Han förordnades 1899 till Kungliga vattenfallskommitténs konsulterande ingenjör.
Appelberg kan betraktas som Sveriges förste hydrograf och hans uppsats Om orsakerna till vattendragens naturliga vattenvariation (i "Teknisk Tidskrift", 1896) samt hans i "Ingenjörsföreningens förhandlingar" intagna Bidrag till kännedomen om den i Sveriges vattendrag framrinnande vattenmängden (1886) och Hydrografiska undersökningars anordning i Böhmen, Sachsen och Preussen (1890) främjade insikten inom detta område.
Ossian Appelberg är begravd på Norra begravningsplatsen utanför Stockholm.